# نهر ليلوبي
نهر ليلوبي Lielupe هو نهر في وسط لاتفيا. طوله 119 كـم (74 ميل) (يصل الطول إلى 310 كـم (190 ميل) إذا تم احتساب نهر ميميلي كجزء من Lielupe). وتبلغ المساحة السطحية لحوض الصرف الخاص بها 17,600 كـم2 (6,800 ميل2). 